# 自然氧化
自然氧化（Autoxidation）也稱為自氧化或自動氧化，是指有机化合物在有氧氣存在（可能也有紫外線）的情形下氧化，形成过氧化物或氢过氧化物的過程。像結構簡單的醚（乙醚）會出現自然氧化的情形，會產生容易爆炸的过氧化物。自然氧化可以視為是物質和氧氣進行的緩慢、無熖燃燒反應。烷、烯、醇、醛及酯类都容易发生自动氧化。
根据具体情况的不同，自然氧化可能是有益或有害的。涂料风干的过程中，自然氧化使涂料中的不饱和酯类转化为氢过氧化物，氢过氧化物在所添加的金属盐作用下，分解为烷氧基自由基，与其他烯烃进行反应，进而在表面形成一层可起保护作用的聚合物薄膜。而另一方面，脂的过氧化则是有害的，可导致细胞膜发生损害。另外輪胎中的橡皮出現破壞性破裂或是或是油的酸敗也是因為自然氧化而產生。